# Symplectoscyphus magellanicus
Symplectoscyphus magellanicus är en nässeldjursart som först beskrevs av Marktanner-Turneretscher 1890.  Symplectoscyphus magellanicus ingår i släktet Symplectoscyphus och familjen Sertulariidae. Inga underarter finns listade i Catalogue of Life.